# ژوزوئه دوپون
ژوزوئه دوپون (فرانسوی: Josue Dupon‎; ۲۲ مهٔ ۱۸۶۴ – ۱۳ اکتبر ۱۹۳۵) مجسمه‌ساز اهل بلژیک بود.
از افتخارات وی میتوان به کسب مدال برنز مجسمه‌سازی مدال در بخش مسابقات هنری بازی‌های المپیک تابستانی ۱۹۳۶ اشاره کرد.